# Азербайджано-вьетнамские отношения
Азербайджано-вьетнамские отношения — двусторонние отношения между Азербайджаном и Социалистической Республикой Вьетнам в политической, экономической, культурной и других сферах.

## Дипломатические отношения
Дипломатические отношения между Азербайджаном и Социалистической Республикой Вьетнам установлены 23 сентября 1992 года.
Во вьетнамском парламенте функционирует межпарламентская группа дружбы. В Национальном собрании АР действует двусторонняя рабочая группа. Руководитель группы — Али Масимли. 
Посольство Азербайджана в Ханое функционирует с 2013 года.

## В области экономики
В 2015 году между Государственной нефтяной компанией Азербайджана и Нефтегазовой корпорацией Вьетнама «Петровьетнам» заключено соглашение о стратегическом сотрудничестве.
В 2018 году правительствами обеих стран было принято решение об учреждении совместных предприятий в нефтегазовой сфере. Летом 2018 года правительствами двух государств был подписан Меморандум о сотрудничестве в экономической, торговой, научно- технической сферах.
Осуществляется сотрудничество Азербайджана и Вьетнама в транспортно-логистической области.
В 2014 году взаимный товарооборот составил приблизительно $400 млн. В первой половине 2016 года взаимный товарооборот составил 51,9 млн долларов. В первой четверти 2018 года взаимный товарооборот составил $ 15,86 млн.

### Товарооборот (тыс. долл)
| Год  | Экспорт Азербайджана | Импорт Азербайджана | Сумма товарооборота |
| ---- | -------------------- | ------------------- | ------------------- |
| 2020 | 174 928,82           | 80 551,27           | 255 480,09          |
| 2021 | 73 055               | 112 700,72          | 185 755,72          |
| 2022 | 491 675,82           | 102 934,83          | 594 610,65          |
| 2023 | 345 757,15           | 136 336,20          | 482 093,35          |

## В иных областях
В 2014 году стороны подписали Меморандум о совместной деятельности в области спорта.
В июле 2018 года в ходе встречи между Военно-морскими силами (ВМС) Азербайджана и Вьетнама было подписано соглашение о расширении сотрудничества в военной сфере.
В 2019 году заключено соглашение о сотрудничестве между министерствами юстиции двух государств.

## Туризм
Начиная с ноября 2018 года граждане Азербайджана могут посетить Вьетнам пользуясь электронной визой сроком на 30 дней.
В мае 2019 года между Ассоциацией туристических агентств Азербайджана и Народной комиссией Вьетнамской провинции Куанкнам был подписан Меморандум о взаимопонимании.

## Культурные связи
7 мая 2015 года состоялся первый совместный азербайджано-вьетнамский форум Дружбы.
Во Вьетнаме действует Центр изучения истории и культуры Азербайджана и Общество вьетнамо-азербайджанской дружбы.